# Thiago Almeida
Thiago Almeida, conhecido como Capixaba ou simplesmente Capi (Cariacica, 14 de janeiro de 1980) é um remador brasileiro. É formado em educação física.
Começou a remar no Clube de Regatas Saldanha da Gama, em Vitória; remou também pelo Club de Regatas Vasco da Gama, Clube de Regatas do Flamengo e Botafogo de Futebol e Regatas.
Foi aos Jogos Olímpicos de Verão de 2008 em Pequim, no duplo skiff leve, com Thiago Gomes. Thiago Almeida e Thiago Gomes ficaram com a 17ª colocação ao chegarem em quinto lugar na final C que disputaram.
Em 2013 foi vice-campeão brasileiro no quatro sem e no duplo skiff.
Remando pelo Clube de Regatas Saldanha da Gama, foi vice-campeão Brasileiro em 1996, campeão Brasileiro em 1997, 1998 e 2002. Campeão copa Sul-Sudeste em Curitiba 1999. Campeão copa norte nordeste 17 vezes. 1997-2001. 
Se transferiu para o Rio de Janeiro para remar no Clube de Regatas do Flamengo em 2003. Conquistou pelo flamengo os estaduais de 2003-2004, 2006-2007. O Sul-Americano em 2005, O pré-Olimpico em 2007, bem como o 4º lugar na PAN do RIO em 2007. 
Se transferiu para o Clube de Regatas Vasco da Gama em 2008. Conquistou pelo Vasco os estadual de 2008. 
Retornou ao Clube de Regatas Saldanha da Gama em 2010. 
Se Transferiu para o Clube de Futebol e Regatas Botafogo em 2011-2013. Com Retorno para Vasco em 2015 e Flamengo em 2016.  
Em 2019 se tornou treinador do Clube Náutico Riachuelo, em Florianópolis-SC.  